# 2001 год
2001 (две ты́сячи пе́рвый) год  по григорианскому календарю — невисокосный год, начинающийся в понедельник. Это 2001 год нашей эры, 1‑й год 1‑го десятилетия XXI века 3‑го тысячелетия, 2‑й год 2000‑х годов. Он закончился 24 года назад.
| Пн | Вт | Ср | Чт | Пт | Сб | Вс |
| 1  | 2  | 3  | 4  | 5  | 6  | 7  |
| 8  | 9  | 10 | 11 | 12 | 13 | 14 |
| 15 | 16 | 17 | 18 | 19 | 20 | 21 |
| 22 | 23 | 24 | 25 | 26 | 27 | 28 |
| 29 | 30 | 31 |    |    |    |    |

| Пн | Вт | Ср | Чт | Пт | Сб | Вс |
|    |    |    | 1  | 2  | 3  | 4  |
| 5  | 6  | 7  | 8  | 9  | 10 | 11 |
| 12 | 13 | 14 | 15 | 16 | 17 | 18 |
| 19 | 20 | 21 | 22 | 23 | 24 | 25 |
| 26 | 27 | 28 |    |    |    |    |

| Пн | Вт | Ср | Чт | Пт | Сб | Вс |
|    |    |    | 1  | 2  | 3  | 4  |
| 5  | 6  | 7  | 8  | 9  | 10 | 11 |
| 12 | 13 | 14 | 15 | 16 | 17 | 18 |
| 19 | 20 | 21 | 22 | 23 | 24 | 25 |
| 26 | 27 | 28 | 29 | 30 | 31 |    |

| Пн | Вт | Ср | Чт | Пт | Сб | Вс |
|    |    |    |    |    |    | 1  |
| 2  | 3  | 4  | 5  | 6  | 7  | 8  |
| 9  | 10 | 11 | 12 | 13 | 14 | 15 |
| 16 | 17 | 18 | 19 | 20 | 21 | 22 |
| 23 | 24 | 25 | 26 | 27 | 28 | 29 |
| 30 |    |    |    |    |    |    |

| Пн | Вт | Ср | Чт | Пт | Сб | Вс |
|    | 1  | 2  | 3  | 4  | 5  | 6  |
| 7  | 8  | 9  | 10 | 11 | 12 | 13 |
| 14 | 15 | 16 | 17 | 18 | 19 | 20 |
| 21 | 22 | 23 | 24 | 25 | 26 | 27 |
| 28 | 29 | 30 | 31 |    |    |    |

| Пн | Вт | Ср | Чт | Пт | Сб | Вс |
|    |    |    |    | 1  | 2  | 3  |
| 4  | 5  | 6  | 7  | 8  | 9  | 10 |
| 11 | 12 | 13 | 14 | 15 | 16 | 17 |
| 18 | 19 | 20 | 21 | 22 | 23 | 24 |
| 25 | 26 | 27 | 28 | 29 | 30 |    |

| Пн | Вт | Ср | Чт | Пт | Сб | Вс |
|    |    |    |    |    |    | 1  |
| 2  | 3  | 4  | 5  | 6  | 7  | 8  |
| 9  | 10 | 11 | 12 | 13 | 14 | 15 |
| 16 | 17 | 18 | 19 | 20 | 21 | 22 |
| 23 | 24 | 25 | 26 | 27 | 28 | 29 |
| 30 | 31 |    |    |    |    |    |

| Пн | Вт | Ср | Чт | Пт | Сб | Вс |
|    |    | 1  | 2  | 3  | 4  | 5  |
| 6  | 7  | 8  | 9  | 10 | 11 | 12 |
| 13 | 14 | 15 | 16 | 17 | 18 | 19 |
| 20 | 21 | 22 | 23 | 24 | 25 | 26 |
| 27 | 28 | 29 | 30 | 31 |    |    |

| Пн | Вт | Ср | Чт | Пт | Сб | Вс |
|    |    |    |    |    | 1  | 2  |
| 3  | 4  | 5  | 6  | 7  | 8  | 9  |
| 10 | 11 | 12 | 13 | 14 | 15 | 16 |
| 17 | 18 | 19 | 20 | 21 | 22 | 23 |
| 24 | 25 | 26 | 27 | 28 | 29 | 30 |

| Пн | Вт | Ср | Чт | Пт | Сб | Вс |
| 1  | 2  | 3  | 4  | 5  | 6  | 7  |
| 8  | 9  | 10 | 11 | 12 | 13 | 14 |
| 15 | 16 | 17 | 18 | 19 | 20 | 21 |
| 22 | 23 | 24 | 25 | 26 | 27 | 28 |
| 29 | 30 | 31 |    |    |    |    |

| Пн | Вт | Ср | Чт | Пт | Сб | Вс |
|    |    |    | 1  | 2  | 3  | 4  |
| 5  | 6  | 7  | 8  | 9  | 10 | 11 |
| 12 | 13 | 14 | 15 | 16 | 17 | 18 |
| 19 | 20 | 21 | 22 | 23 | 24 | 25 |
| 26 | 27 | 28 | 29 | 30 |    |    |

| Пн | Вт | Ср | Чт | Пт | Сб | Вс |
|    |    |    |    |    | 1  | 2  |
| 3  | 4  | 5  | 6  | 7  | 8  | 9  |
| 10 | 11 | 12 | 13 | 14 | 15 | 16 |
| 17 | 18 | 19 | 20 | 21 | 22 | 23 |
| 24 | 25 | 26 | 27 | 28 | 29 | 30 |
| 31 |    |    |    |    |    |    |

Объявлен ООН Международным годом диалога между цивилизациями под эгидой ООН (резолюция ООН 53/22), добровольцев (резолюция ООН 52/17), мобилизации усилий для борьбы против расизма, расовой дискриминации, ксенофобии и связанной с ними нетерпимости (резолюция ООН 53/132).

## События

### Январь
- 1 января
  - Начало XXI века и третьего тысячелетия.
  - Греция стала 12-й страной в Еврозоне[1].
- 7 января
  - Во втором туре парламентских выборов в Азербайджане победу одержала партия «Новый Азербайджан», которая завоевала 75 из 125 мест[источник не указан 1020 дней].
  - В Гане впервые с 1979 года происходит мирная передача власти. Она произошла когда Джон Куфуор принял присягу в качестве Президента Ганы.
  - Сенегальский конституционный референдум[2].
- 9 января
  - В Пакистане в провинции Синд близ города Котри сошёл с рельсов следовавший из Пешавара пассажирский поезд. Погибли более 15 человек, травмы получили порядка 200 человек[3].
  - Apple Inc. запустили iTunes, программное обеспечение которое выполняет функции медиаплеера и медиа библиотеки[4].
- 10 января — первый выход в свет Википедии как части «Нупедии». Через 5 дней Википедия становится самостоятельным сайтом[5].
- 13 января — землетрясение в Сальвадоре[5].
- 14 января — начался второй этап акции «Украина без Кучмы», который длился до 1 марта. Всё это время на Крещатике и Майдане Независимости проводились массовые акции протеста, митинги и манифестации. 1 марта палаточный городок на Крещатике был ликвидирован силовыми подразделениями[источник не указан 1020 дней].
- 15 января — начал работу первый раздел «Википедии», wiki-энциклопедии со свободно редактируемым и распространяемым содержимым[источник не указан 849 дней].
- 16 января — убийство Лорана-Дезире Кабилы: президент Демократической Республики Конго был застрелен в своём офисе во дворце Мраморного дворца в Киншасе во времена Второй Конголезской войны и был доставлен в Хараре, столицу Зимбабве на лечение. Про его смерть сообщили спустя 2 дня после покушения хоть он и умер в тот день, после его смерти его заменил его сын Жозеф Кабила[6].
- Диагностирован последний задокументированный случай вспышки лихорадки Эболы в Уганде 2000—2001[7].
- 17 января — евреи, пережившие Холокост, добились компенсации от властей Австрии за имущество, конфискованное в период правления нацистов[5].
- 17—20 января — Вторая народная революция на Филиппинах, свержение Джозефа Эстрады. Преемницей стала вице-президент Глория Макапагал-Арройо[источник не указан 1020 дней].
- 19 января
  - В Бельгии разрешено употребление и хранение марихуаны[5].
  - Юлия Тимошенко освобождена от должности вице-премьера Украины в связи с привлечением её к уголовной ответственности[5].
  - Отключены сервера первого в мире мессенджера PowWow[8].
- 20 января — в США прекращение полномочий президента Билла Клинтона, инаугурация Джорджа Буша-младшего. Это событие сопровождалось акциями протеста тех, кто был против прихода к власти кандидата республиканцев, получившего меньшее количество голосов избирателей, чем его соперник Альберт Гор, но признанного победителем решением Верховного суда[источник не указан 1020 дней].
- 22 января — начало войны в Македонии (продолжалась до 12 ноября)[источник не указан 849 дней].
- 23 января
  - Групповое самосожжение на площади Тяньаньмэнь[источник не указан 1020 дней].
  - Попытка угона рейса 448[источник не указан 1020 дней].
  - Международный трибунал по бывшей Югославии повторно выдал ордер на арест Слободана Милошевича, Милана Мулутиновича, Николы Саиновича, Драголюба Оянича и Владко Стойльковича[9].
- 25 января — Армения и Азербайджан стали полноправными членами Совета Европы[10].
- 26 января — в Индии в штате Гуджарат произошло землетрясение магнитудой 7,6. По различным оценкам, погибло от 14 до 20 тысяч человек, разрушено около 400 тысяч зданий[11][12].
- 31 января — в небе Японии едва не столкнулись два авиалайнера компании Japan Airlines[источник не указан 1020 дней].

### Февраль
- 5 февраля — в Москве в 18:50 произошёл взрыв на станции метро «Белорусская-кольцевая»[5][13].
- 6 февраля
  - Партия «Ликуд» во главе с Ариэлем Шароном выиграла парламентские выборы в Израиле[источник не указан 849 дней].
  - Папа Римский Иоанн Павел II избрал святого Исидора Севильского покровителем Интернета[14].
- 7 февраля — 102-й старт (STS-98) по программе Спейс Шаттл. 23-й полёт шаттла Атлантис. Экипаж — Кеннет Кокрелл, Марк Ролански, Роберт Курбим, Марша Айвинс, Томас Джоунс. Доставка модуля «Дестини» для МКС.
- 8 февраля — Узбекистан и Мьянма установили дипломатические отношения[15].
- 9 февраля — премьер-министром Таиланда стал Таксин Чиннават.
- 9—11 февраля — парламентские выборы в Лихтенштейне. Прогрессивная гражданская партия получила 13 и 25 мест в Ландтаге [источник не указан 849 дней].
- 13 февраля — столкновение пригородного поезда с автопоездом на переезде участка Белоостров — Дибуны. Погиб 1 пассажир, 10 получили ранения [источник не указан 849 дней].
- 14 февраля — первая в истории посадка космического аппарата на астероид: завершивший свою космическую миссию аппарат «NEAR Shoemaker» приземлился на астероид 433 Эрос [источник не указан 849 дней].
- 14—15 февраля — в Бахрейне в ходе референдума подавляющее большинство избирателей проголосовало за демократические реформы. 98,4 % избирателей одобрили национальную хартию, предусматривающую преобразование Эмирата в конституционную монархию с парламентом[16][17][18].
- 16 февраля — в Приштине (Косово) произошёл теракт — подрыв автобуса «Ниш-экспресс»[5]. Погибли 12 человек, 22 пострадали[19].
- 18 февраля — арестован Роберт Ханссен, высокопоставленный сотрудник ФБР, работавший на Москву[источник не указан 849 дней].
- 19 февраля — начало трансляции телеигры «Кто хочет стать миллионером?» на телеканале ОРТ [источник не указан 849 дней].
- 20 февраля — состоялся всенародный референдум, на котором были одобрены поправки к Конституции, направленные на укрепление личной власти президента Йеменской Республики. Срок его полномочий увеличился до 7 лет (ранее — пять) [источник не указан 849 дней].
- 22 февраля — по приказу лидера и исполненный участниками организованного преступного сообщества «Общак» совершён поджог кафе «Чародейка» в городе Комсомольск-на-Амуре [источник не указан 849 дней].
- 25 февраля — парламентские выборы в Молдове, победу в них одержала Партия коммунистов, получившая 50,07 % голосов, 71 мест в парламенте (из 101) и возможность формировать правительство и избрать президента страны [источник не указан 849 дней].
- 26 февраля — подписан Ниццкий договор, который внёс изменения в Маастрихтский договор (или Договор о Европейском союзе), а также Римский договор (или Договор о создании Европейского сообщества). Этот договор стал следующим шагом в процессе дальнейшего реформирования Евросоюза. Он содержал статьи и декларации, протоколы и прочие приложения [источник не указан 849 дней].
- 28 февраля — в Великобритании близ города Шелби произошло столкновение пассажирского и грузового поездов. Погибли 10 человек, 82 пострадали[3].

### Март
- 1 марта
  - Введён полномасштабный визовый режим между Россией и Грузией[5].
  - В Болгарии прошла перепись населения[источник не указан 849 дней].
- 4 марта
  - В Афганистане талибы начали разрушение древних гигантских статуй Будды. В течение нескольких дней две статуи были разрушены полностью[20].
  - Большинство жителей Швейцарии проголосовали против присоединения страны к Европейскому союзу[21].
  - Боевики Подлинной Ирландской республиканской армии заложили бомбу в автомобиль около телецентра Би-би-си, расположенного на Вуд-Лэйн в Уайт-Сити, в Западном Лондоне. В результате взрыва пострадал один человек.[источник не указан 849 дней]
- 7 марта — Ариэль Шарон избран на пост главы правительства Израиля[22].
- 8 марта — 103-й старт (STS-102) по программе Спейс Шаттл. 29-й полёт шаттла Дискавери. Экипаж — Джеймс Уэзерби, Джеймс Келли, Эндрю Томас, Пол Ричардс, Джеймс Восс, Сьюзан Хэлмс, Юрий Усачёв(Россия).[источник не указан 849 дней]
- 9 марта — в день рождения Т. Шевченко у его памятника в Киеве состоялась очередная демонстрация «Украина без Кучмы», а несколько её членов были задержаны правоохранительными органами. Сразу после этого большинство митингующих отправились в Киевское управление МВД с требованием освободить задержанных возле парка Шевченко. Завершилось шествие возле администрации президента на ул. Банковой массовыми столкновениями между участниками акции и отрядами «Беркута». Демонстрации «УБК» продолжались до апреля.[источник не указан 849 дней]
- 11 марта — Вторая чеченская война: на 2186-м километре Северо-кавказской железной дороги был подорван грузовой состав, следовавший по маршруту Гудермес — Хасавюрт. С рельсов сошла треть вагонов, разрушены железнодорожные пути[23].
- 12 марта — Йовери Кагута Мусевени переизбран президентом Уганды[источник не указан 849 дней].
- 13 марта — реактивный истребитель США типа FA-18 «Hornet» во время тренировочного полёта над Кувейтом случайно сбросил бомбу. Взрывное устройство сработало на учебном полигоне базы США, погибли пять военнослужащих США и один из Новой Зеландии[24].
- 15—16 марта — три чеченских террориста захватили в Стамбуле (Турция) 174 заложника на борту самолёта Ту-154 «Внуковских авиалиний», вылетавшего в Москву. Лайнер приземлился в Саудовской Аравии, где в результате штурма заложники были освобождены. Стюардесса и один террорист были убиты при штурме, двое задержаны и осуждены на 6 и 4 года тюрьмы[13].
- 16 марта
  - В результате серии взрывов в нескольких хлопковых заводов в северной китайском городе Шицзячжуан примерно 108 человек погибли[25].
  - После слушаний в Гаагском суде принят вердикт, по которому Хаварские острова отошли Бахрейну, а отмели Фашт ад-Дибаль были переданы Катару[26].
- 23 марта — российская космическая станция «Мир» затоплена в Тихом океане рядом с Нанди (Фиджи)[источник не указан 849 дней].
- 24 марта
  - Компания «Apple Computers» выпустила операционную систему «Mac OS X» (10 версию операционной системы «Mac OS»)[источник не указан 849 дней].
  - Теракт в Минеральных Водах[13]. В результате теракта погиб 21 человек, около ста ранены.
- 31 марта — на Пушкинской площади прошёл митинг в защиту свободы слова и телекомпании НТВ, организованный партией «Яблоко», СПС и Союзом журналистов России. В нём приняли участие 20 тыс. человек[27].

### Апрель
- 1 апреля
  - В Нидерландах заключены первые в мире однополые браки[источник не указан 849 дней].
  - Бывший президент Югославии Слободан Милошевич арестован на своей вилле в белградском районе Дединье в ходе полицейской спецоперации[28].
  - Над территорией китайского острова Хайнань произошло воздушное столкновение[англ.] радиоразведывательного самолёта ВМС США EP-3E ARIES II и истребителя Народно-освободительной армии КНР Shenyang J-8. В результате инцидента самолёт США получил крупные повреждения и был вынужден приземлиться, а экипаж в количестве 24 человек сдаться. Китайский истребитель потерпел крушение, пилот погиб. Данное происшествие существенно осложнило отношения двух стран.[источник не указан 849 дней]
- 2 апреля — в Москве открылся VIII Всеславянский съезд (продолжался до 4 апреля)[13].
- 4 апреля — парламент Молдовы избрал Владимира Воронина президентом республики (7 апреля вступил в должность)[29].
- 5 апреля — Отмар Хаслер сменил на посту премьер-министра Лихтенштейна Марио Фрика[источник не указан 849 дней].
- 6—16 апреля — в Литве прошла перепись населения [источник не указан 849 дней].
- 7 апреля — сводным отрядом «Альфа» ФСБ РФ, Горноалтайским СОБР, на Алтае, в подозрении к подготовке вооружённого восстания в республике Казахстан, был арестован Эдуард Лимонов [источник не указан 849 дней].
- 8 апреля — в первом туре президентских выборах в Перу победу одержал Алехандро Толедо от партии Возможное Перу, а его партия получила большинство в Конгрессе [источник не указан 849 дней].
- 9—13 апреля — в Цинциннати произошли массовые беспорядки в связи с убийством 19-летнего афроамериканца белым полицейским [источник не указан 849 дней].
- 11 апреля — во время футбольного матча между командами «Орландо Пайретс» и «Кайзер Чифс» на стадионе «Эллис Парк» в городе Йоханнесбурге произошла массовая давка, в которой погибли 43 человека.[источник не указан 849 дней]
- 14 апреля — силовой захват телекомпании «НТВ» представителями одного из акционеров компании «Газпром».
- 16—20 апреля — между Индией и Бангладеш произошёл пограничный конфликт, в ходе которого погибли десятки человек.[источник не указан 849 дней]
- 19 апреля
  - 104-й старт (STS-100) по программе Спейс Шаттл. 16-й полёт шаттла Индевор. Экипаж — Кент Роминджер, Джеффри Эшби, Крис Хэдфилд (Канада), Джон Филипс, Скот Паразински, Умберто Гуидони (Италия), Юрий Лончаков (Россия).[источник не указан 849 дней]
  - Вотумом доверия парламента Молдовы Василий Тарлев был избран на должность премьер-министра.
- 20 апреля — Китай исключает гомосексуальность из списка психических заболеваний[5].
- 23 апреля — компания «Intel» представила новый процессор «Pentium 4» [источник не указан 849 дней].
- 26 апреля
  - Верховная рада Украины выразила недоверие правительству Виктора Ющенко и президент принял его отставку[30][31].
  - Премьер-министр Японии Ёсиро Мори подал в отставку. На посту премьера его сменил Дзюнъитиро Коидзуми [источник не указан 849 дней].
- 28 апреля — старт космического корабля Союз ТМ-32. Экипаж старта — Т. А. Мусабаев, Ю. М. Батурин и Деннис Тито (США) — первый космический турист [источник не указан 849 дней].
- 29 апреля
  - Госдума России приняла во втором чтении законопроект, разрешающий ввоз в Россию облучённого ядерного топлива[5].
  - В Великобритании прошла перепись населения[32].

### Май
- Май — в Донецке установлена точная копия Царь-пушки [источник не указан 849 дней].
- 4 мая — американская актриса, фотомодель и певица Бонни Ли Бакли была убита выстрелом в голову. Первоначально в её убийстве был обвинён супруг Бакли актёр Роберт Блейк, однако 16 марта 2005 года он был признан невиновным. Убийство осталось нераскрытым.[источник не указан 849 дней]
- 6 мая — приземление корабля Союз ТМ-31. Экипаж посадки — Т. А. Мусабаев, Ю. М. Батурин и Д. Тито (США).[источник не указан 849 дней]
- 9 мая — на футбольном стадионе в Аккре (Гана) в давке погибли 126 человек[33].
- 11 мая — анонсировано создание раздела «Википедии» на русском языке.
- 12 мая — в Копенгагене состоялся 46-й международном музыкальном конкурсе песни «Евровидение». Победу одержал дуэт из Эстонии Танель Падар и Дэйв Бентон[5].
- 13 мая — парламентские выборы в Италии привели к победе крупнейшей итальянской правоцентристской коалиции — Дом свобод[34].
- 15 мая
  - В Санкт-Петербурге закрыт Варшавский вокзал [источник не указан 849 дней].
  - Инцидент с CSX 8888, в результате которого неуправляемый поезд проследовал 66 миль (106 км) по штату Огайо.
- 20 мая — на президентских выборах в Монголии на второй срок был переизбран Нацагийн Багабанди от Монгольской народно-революционной партии [источник не указан 849 дней].
- 24 мая
  - В русской Википедии появилась первая статья[5].
  - На свадьбе в Иерусалиме обрушился потолок, 25 человек погибли[35].
- 25 мая — в Грузии вспыхнул мятеж Национальной гвардии[36].
- 29 мая — премьер-министром Украины стал Анатолий Кинах[37].
- 30 мая — неизвестные бросили гранату РГД-5 на территорию Посольства России в Минске[38].
- 31 мая — Литва вступила в ВТО[39].

### Июнь
- 1 июня
  - В Тель-Авиве террорист-камикадзе взорвал себя у входа в кафе «Дольфи», погиб 21 человек, большая часть из которых — дети в возрасте от 14 до 17 лет, в основном выходцы из Советского Союза[5].
  - В Югославии завершились боевые действие между войсками СР Югославия (ВС и полиция) и незаконным вооружённым формированием «Армия освобождения Прешево, Медведжи и Буяноваца».
  - Массовое убийство королевской семьи Непала, произошедшее в королевском дворце Нараянхити, резиденции непальских монархов.
- 3 июня — Алехандро Толедо избран президентом Перу.
- 5 июня — во Франции одобрен законопроект, который даёт возможность государству контролировать деятельность религиозных сект[5].
- 7 июня
  - Парламентские выборы в Великобритании, вторая подряд победа лейбористов.
  - Узбекистан и Коста-Рика установили дипломатические отношения[15].
- 8 июня
  - В начальной школе Икэда, элитном учебном заведении при Педагогическом университете Осаки, бывший школьный уборщик Мамору Такума совершил массовое убийство.
  - Мохаммад Хатами переизбран президентом Ирана[40].
- 10 июня — парламентские выборы в Сан-Марино, Христианско-демократическая партия осталась крупнейшей партией парламента, сохранив 25 из 60 мест[41][42]. Явка составила 74 %.
- 11 июня — председателем Совета министров Италии вновь стал Сильвио Берлускони.
- 15 июня — лидерами Китая, России, Казахстана, Таджикистана, Киргизии и Узбекистана основана Шанхайская организация сотрудничества.
- 17 июня — «Национальное движение Симеона II» выиграла парламентские выборы в Болгарии и последний царь Болгарии Симеон II возглавил правительство (оно также включало членов ДПС и БСП, однако не имело официальной поддержки социалистов).
- 20 июня — произошёл крупный пожар на армейских складах недалеко от села Гусиное Озеро [источник не указан 849 дней].
- 21 июня — состоялось полное солнечное затмение.
- 22 июня — в Воронежской области при выполнении авиационно-химических работ потерпел катастрофу самолёт Авиатика-МАИ-890. Пилот погиб.
- 23 июня — произошло крупное землетрясение в Перу магнитудой 8,4. Погибли более 240 человек (70 пропавших без вести), было ранено 2,4 тысячи человек, разрушено 22,4 тысячи домов.
- 25—26 июня — Вторая чеченская война: Нападение боевиков на Ханкалу.
- 28 июня — Слободан Милошевич по решению Зорана Джинджича тайно выдан Международному трибуналу по бывшей Югославии по обвинению в военных преступлениях.

### Июль
- Милошевич 3 июля 20012 июля — Роберт Тулс[англ.] стал первым человеком, которому имплантировали портативное искусственное сердце. С этим сердцем Тулс прожил 151 день (ум. 30 ноября 2001).
- 3 июля — Слободан Милошевич впервые предстал перед трибуналом.
- 4 июля — в Иркутске самолёт Ту-154 потерпел авиакатастрофу. Погибли все 145 человек.
- 11 июля — принят закон о политических партиях, вносящий изменения в избирательное законодательство и направленный на ликвидацию партий с малой численностью членов[43].
- 12 июля — 105-й старт (STS-104) по программе Спейс Шаттл. 24-й полёт шаттла Атлантис. Экипаж — Стивен Линдсей, Чарлз Хобо, Майкл Гернхардт, Джанет Каванди, Джеймс Рейли.
- 13 июля — Пекин объявлен столицей летних Олимпийских игр 2008 года.
- 16 июля
  - Президентом России Владимиром Путиным и председателем КНР Цзян Цзэминем подписан российско-китайский договор о добрососедстве, дружбе и сотрудничестве, рассчитанный на 20 лет.
  - Российский гражданин Дмитрий Скляров арестован сотрудниками ФБР и заключён в тюрьму за имевшее место нарушение закона Соединённых Штатов Америки об авторском праве (1998 г.), написав для Элкомсофт программное обеспечение.
- 18 июля — Владимир Путин провёл в Кремле первую крупную пресс-конференцию для российских и зарубежных корреспондентов.
- 20—22 июля — на саммите «Группы восьми» в Генуе при активном участии России предпринят ряд практических шагов, нацеленных на решение задач по обеспечению устойчивого развития человечества в условиях глобализации, включая аспекты борьбы с бедностью и преодоления разрыва между высокоразвитыми и развивающимися государствами.
- 21—31 июля — от ливней в Пакистане погибло по меньшей мере 200 человек.
- 25 июля—23 сентября — Красный дождь в Керале.
- 26 июля — Молдова вступила в ВТО[44].
- 27 июля — в России принято решение о запрете на 5 лет клонирования человеческих существ[5].
- 28 июля — Алехандро Толедо приведён к присяге в качестве нового президента Перу.
- 31 июля — в районе Невинномысска (Ставропольский край) чеченец Султан-Саид Идиев захватил автобус, в котором находились 40 человек. Террорист был вооружён гранатой и автоматом, он требовал освободить заключённых, которые в 1994 году захватили самолёт в Махачкале. В ходе штурма террорист был уничтожен. Один заложник был ранен в результате взрыва шумовой гранаты, применённой спецназом[13].

### Август
- 1 августа — в Германии вступил в силу закон о зарегистрированных гражданских партнёрствах.
- 3 августа — боевики Подлинной Ирландской республиканской армии взорвали автомобиль, в котором находилась бомба мощностью 45 кг в тротиловом эквиваленте, на Илинг-Бродвей в Западном Лондоне. В результате взрыва пострадали семь человек.
- 6 августа — президент Боливии Уго Бансер Суарес ушёл в отставку в связи с проблемами со здоровьем. Преемником стал вице-президент Хорхе Кирога.
- 8 августа—16 августа — в Алжире (Алжир) прошёл XV Всемирный фестиваль молодёжи и студентов.
- 9 августа — военные во главе с Мохамедом Бакаром (Mohamed Bacar) захватили власть на острове Анжуан (Коморские Острова).
- 10 августа — 106-й старт (STS-105) по программе Спейс Шаттл. 30-й полёт шаттла Дискавери. Экипаж: Скотт Хоровиц, Фредерик Стеркоу, Патрик Форрестер, Даниэль Барри, Фрэнк Калбертсон, Владимир Дежуров (Россия), Михаил Тюрин (Россия).
- 13 августа — в Анголе сошёл с рельсов пассажирский поезд. Причина — сработавшее взрывное устройство. Погибли 412 человек, пропали без вести 259 человек[3].
- 18 августа — 74 человека погибли при пожаре в гостинице в Маниле[45].
- 19 августа
  - В Астрахани на самом крупном астраханском рынке «Кировский» примерно в 16.20 прогремел мощный взрыв, в результате которого 8 человек погибли и около 60 получили ранения различной тяжести[46].
  - При взрыве в донецкой шахте 50 шахтёров погибли, более 20 тяжело ранены[47].
- 24 августа — Airbus A330-200 авиакомпании Air Transat из-за утечки топлива совершил самое длинное планирование среди реактивных самолётов[48].
- 27 августа — Узбекистан и Парагвай установили дипломатические отношения.
- 28 августа—9 сентября — в Брисбене прошли игры Доброй воли.
- 29 августа — обнаружен человеческий ген долголетия[5].

### Сентябрь
- 1 сентября
  - На Украине вступил в силу новый Уголовный кодекс, в котором высшая мера наказания заменена пожизненным заключением[5].
  - Пуск Юнусабадской линии Ташкентского метрополитена, первой, построенной в Узбекистане за годы независимости.
- 5 сентября — трое пожизненных заключённых — Анатолий Куликов, Владимир Железогло, Борис Безотечество — совершили побег из Бутырской тюрьмы[49].
- 9 сентября
  - Александр Лукашенко переизбран президентом Беларуси на второй срок.
  - В Бадахшане (Северный Афганистан) в результате покушения совершённого проникшими под видом журналистов двумя террористами-смертниками получил тяжёлые ранения и в тот же день скончался военный лидер Северного альянса Ахмад Шах Масуд.
  - В 01:46:40 по Гринвичу часы отсчитали миллиардную секунду эры Unix, которая началась в полночь 1 января 1970 года — именно с этого момента Unix-системы отсчитывают «внутреннее» время[5].
- 9—10 сентября — в результате массового отравления на западе Эстонии 68 человек погибли, 40 человек стали инвалидами II степени (в связи с потерей зрения и/или острого поражения мозга и нервной системы) и 3 человека получили инвалидность I степени.
- 10 сентября — Совет Безопасности ООН единогласно принял резолюцию № 1367, которой постановил прекратить действие санкции против Югославии[50].

- 11 сентября — произошла крупнейшая террористическая атака в Соединённых Штатах Америки. Был уничтожен Всемирный торговый центр, погибло порядка трёх тысяч человек, в Пентагоне пострадало левое наружное крыло, погибло 125 человек. Начало Войны против терроризма.
- 12 сентября — на экстренной сессии Совета НАТО генсек альянса лорд Дж. Робертсон заявил о введении в действие (впервые в истории Североатлантического блока) ст. 5 Вашингтонского договора о создании НАТО. Статья предусматривает коллективную оборону для всех государств блока в случае нападения на одну из стран-участниц. Этот шаг явился прямым следствием происшедших накануне событий, связанных с террористической атакой на Нью-Йорк и Вашингтон.
- 17 сентября — Вторая чеченская война: в Грозном сбит вертолёт с военной комиссией Генерального Штаба, погибли 13 человек.
- 17—18 сентября — Вторая чеченская война: нападение боевиков на Гудермес: нападение отбито, в результате применения ракетного комплекса Точка-У уничтожена группа более чем в 100 человек.
- 21 сентября
  - Авиалайнер Ил-86 авиакомпании «Аэрофлот — Российские авиалинии» совершал рейс SU521 по маршруту Москва — Дубай, но, заходя на посадку в аэропорту Дубая, по вине экипажа совершил жёсткую посадку «на брюхо». Все находившиеся на его борту 322 человека (307 пассажиров и 15 членов экипажа) выжили.
  - Коллегия выборщиков выбрала Арнольда Рюйтеля президентом Эстонии[51].
  - В результате взрыва на химическом заводе во французском городе Тулуза около 29 человек погибли[52].
- 23 сентября — коалиция СДЛС и Унии труда победила на парламентских выборах в Польше, получив (41,04 %) голосов, 216 из 460 мест в Сейме и 75 из 100 — в Сенате.
- 24 сентября — македонский парламент одобряет 15 поправок в Конституцию, которые дают албанскому меньшинству больше прав[53].
- Ночь с 24 на 25 сентября — Погос Погосян, знакомый с президентом Армении Робертом Кочаряном, обратился к нему в ереванском кафе со словами «Привет, Роб», чем вызвал гнев Кочаряна. После этого Погосян был избит до смерти президентской охраной. Наказание понёс лишь один из телохранителей Кочаряна, приговорённый к условному тюремному сроку[54][55].
- 27 сентября
  - Правительство Норвегии учредило премию за математические исследования — Абелевскую премию[5].
  - Стрельба в парламенте швейцарского кантона Цуг. Вооружённый автоматом и пистолетом мужчина в полицейской форме расстрелял 14 человек — депутатов и членов местного правительства. Спустя несколько минут после начала атаки он бросил в людей гранату. 18 человек получили ранения.
- 28 сентября — Совет Безопасности ООН принял резолюцию № 1372 о борьбе с терроризмом.
- 29 сентября — гражданам России разрешено открывать счета в иностранных банках[5].

### Октябрь
- 1 октября
  - В Бангладеш оппозиционные партии победили на парламентских выборах[56].
  - Г. Новицкий назначен исполняющим обязанности премьер-министра Республики Беларусь. 10 октября утверждён в должности[57][58].
- 2 октября — конец вещания Телеэкспо.
- 3 октября — Владимир Путин встретился с генсеком НАТО Джорджем Робертсоном и заявил, что РФ готова строить с НАТО партнёрские отношения[59].
- 4 октября — ракета, запущенная с крымского полигона в ходе учений ПВО Украины, сбила пассажирский самолёт «Ту-154» российской авиакомпании «Сибирь». В результате погибли 78 человек — граждане России и Израиля.
- 4—18 октября — нападение грузинских боевиков под руководством Эмзара Квициани при поддержке чеченских боевиков полевого командира Руслана Гелаева в Кодорском ущелье в ходе грузино-абхазского конфликта.
- 7 октября — США начали военную операцию в Афганистане.
- 8 октября
  - Авиалайнер McDonnell Douglas MD-87 авиакомпании Scandinavian Airlines System (SAS) (рейс SK 686 Милан—Копенгаген), едва оторвавшись от взлётной полосы, столкнулся с частным самолётом Cessna 525A CitationJet CJ2 (рейс по маршруту Милан—Париж). «Сессна» полностью разрушилась, а MD-87 проскользил по ВПП и врезался в ангар. В результате столкновения погибли все 114 человек на борту обоих самолётов (110 на MD-87 и 4 на «Сессне») и 4 человека на земле.
  - Арнольд Рюйтель официально вступил в должность президента Эстонской Республики.
  - Гырма Уольде-Гиоргис Лука избран парламентом Эфиопии президентом страны[60].
- 11 октября — Polaroid начала свою первую процедуру банкротства. В течение года после этого большая часть бизнеса Polaroid была продана компании Imaging Corporation, принадлежавшей Bank One.
- 14 октября — оппозиционные перонисты одержали победу на парламентских выборах в Аргентине[61].
- 17 октября
  - В иерусалимской гостинице «Хаят» боевиками НФОП застрелен министр туризма Израиля Рехаваам Зеэви. В этот день он был намерен покинуть коалицию Шарона в знак протеста против частичного вывода войск из Хеврона[62].
  - Владимир Путин объявил о закрытии с 1 января 2002 года российской военно-морской базы в Камрани во Вьетнаме и выводе радиоэлектронного центра из Лурдеса на Кубе[63].
- 18 октября — президент Гамбии Яйя Джамме переизбран на 2-й срок, получив чуть более 50 % голосов. В ходе предвыборной кампании наблюдалось насилие со стороны полиции по отношению к сторонникам оппозиции.
- 19 октября
  - В первом туре парламентских выборов в Мавритании победу одержала Республиканская партия за демократию и обновление президента Маауйя ульд Сиди Ахмед Тайя.
  - Хьель Магне Бунневик занял пост премьер-министра Норвегии.
  - Премьер-министром Польши стал Лешек Миллер.
- 21 октября — старт космического корабля Союз ТМ-33. Экипаж старта — В. М. Афанасьев, К. М. Козеев и К. Эньере (Франция).
- 23 октября — представлено первое поколение плеера iPod[5].
- 25 октября
  - Компания «Microsoft» выпустила операционную систему «Windows XP»[5].
  - Владимир Путин подписал Земельный кодекс.
- 26 октября
  - Во втором туре парламентских выборов в Мавритании победу вновь одержала Республиканская партия за демократию и обновление, получившая 64 места. Союз демократических сил бойкотировал выборы.
  - Джордж Буш подписал «Патриотический акт», давший правоохранительным органам страны широкие полномочия в борьбе с терроризмом.
- 27 октября — вышло в эфир первое российское реалити-шоу «За стеклом».
- 30 октября — вступил в силу Земельный кодекс Российской Федерации.
- 31 октября
  - Приземление корабля Союз ТМ-32. Экипаж посадки — В. М. Афанасьев, К. М. Козеев и К. Эньере (Франция).
  - Поезд TGV, следовавший из Парижа в Ирун, сошёл с рельсов на скорости 130 км/ч рядом с местечком Дакс на Юго-западе Франции. Все десять вагонов сошли с рельсов, задний головной вагон перевернулся. Причиной аварии стал сломанный рельс[64].

### Ноябрь
- 7 ноября — авиакомпания Sabena признана банкротом[источник не указан 1090 дней].
- 9—17 ноября — в Югославии вспыхнул бунт Подразделения по специальным операциям, причиной которой была неприязнь руководства подразделения к новым властям во главе с премьер-министром Зораном Джинджичем, а поводом стал арест двух сербских военных и их выдача Гаагскому трибуналу. Впоследствии бунт прекращён, но противостояние между Джинджичем и антизападной оппозицией обострилось. Бунт стал предшественником серьёзных политических потрясений, одним из которых стало убийство Джинджича в 2003 году[источник не указан 1090 дней].
- 10 ноября
  - В Австралии консервативная коалиция премьер-министра Джона Говарда победила в третий раз подряд на парламентских выборах[65].
  - Во Владикавказе на вещевом рынке «Фаллой» взорвалась заложенная террористами бомба с таймером. В результате взрыва погибли 6 человек, 60 получили ранения[источник не указан 1090 дней].
- 11 ноября
  - На президентских выборах в Болгарии Георгий Пырванов одержал победу в первом туре[источник не указан 1090 дней].
  - Гвинейский конституционный референдум.
- 12 ноября — авиакатастрофа самолёта «Airbus A300» прямо над нью-йоркским районом Куинс. Погибло 265 человек.
- 13 ноября — силы Северного альянса вошли в столицу Афганистана — Кабул[источник не указан 1090 дней].
- 14 ноября — в 20.25 МСК в Благовещенске произошёл взрыв ректификационной колонки бродильного цеха спиртзавода. Загорелось и разрушилось 4-этажное кирпичное здание, построенное в 1904. Погибли 3 человек[66]а.
- 17 ноября — бывший президент Исламского государства Афганистан Бурхануддин Раббани вернулся в Кабул спустя пять лет после того, как был смещён движением «Талибан»[5].
- 18 ноября — на втором туре президентских выборах в Болгарии Георгий Пырванов избран президентом страны[источник не указан 1090 дней].
- 19 ноября — катастрофа Ил-18 под Калязином, 27 погибших. Пассажирская эксплуатация Ил-18 в России запрещена[67][68].
- 20 ноября — на парламентских выборах в Дании Либеральная партия (Венстре) Андерса Фога Расмуссена одержала победу[источник не указан 1090 дней].
- 24 ноября
  - Официально зарегистрирована Социал-демократическая партия России[источник не указан 1090 дней].
  - Авиалайнер Avro 146-RJ100 Regional Jet авиакомпании Crossair, совершавший рейс LX3597 по маршруту Берлин—Цюрих, разбился при заходе на посадку в аэропорту Клотен. Из находившихся на его борту 33 человек (28 пассажиров и 5 членов экипажа) погибло 24, 9 выжили, получив ранения[69].
- 25 ноября—1 декабря — восстание пленных талибов, содержавшихся силами «Северного альянса» в старинной крепости Кала-и Джанги в 17 километрах к юго-западу от Мазари-Шарифа[источник не указан 1090 дней].
- 27 ноября
  - В Косово состоялись первые парламентские выборы[источник не указан 1090 дней].
  - Андерс Фог Расмуссен избран премьер-министром Дании[источник не указан 1090 дней].
- 27 ноября—16 декабря — в Афганистане проведена наземная операции против укреплённого района Тора-Бора[70].
- 29 ноября — Вторая чеченская война: женщина-смертница (вдова погибшего боевика) подорвала себя на центральной площади Урус-Мартана (Чечня), когда там находился комендант района генерал-майор Гейдар Гаджиев. Гаджиев погиб, трое охранников ранены[источник не указан 1090 дней].

### Декабрь
- Декабрь — в Москве на станции метро жестоко убит бездомный пёс Мальчик, убийство которого произвело общественный резонанс и легло в основу памятника «Сочувствие».
- 1 декабря — официально создана партия Единая Россия.
- 2—3 декабря — в Аргентине введены жёсткие ограничения на снятие наличных денег с банковских счетов — $250 в неделю.
- 5 декабря
  - 107-й старт (STS-108) по программе Спейс Шаттл. 17-й полёт шаттла Индевор. Экипаж — Доминик Гори, Марк Келли, Даниел Тани, Линда Годвин, Юрий Онуфриенко (Россия), Даниел Бёрш, Карл Уолз.
  - На Боннской конференции афганских политических деятелей Хамид Карзай был поставлен во главе переходной администрации Афганистана.
- 5—14 декабря — на Украине прошла перепись населения.
- 7 декабря — последний оплот талибов Кандагар взят войсками Северного альянса[71].
- 9 декабря — столкновение трёх грузовых поездов на станции Гонжа (Забайкальская железная дорога, Амурская область). Грузовой поезд столкнулся со стоявшим на станции другим грузовым, из-за чего у последнего четыре хвостовых вагона сошли с рельсов и упали на соседний путь, где через несколько минут в них врезался третий поезд. В результате катастрофы погибли два человека.
- 11 декабря — Китай вступил в ВТО[72].
- 13 декабря
  - Взрыв индийского парламента, в организации которого подозревались пакистанские вооружённые формирования. Это стало причиной нового противостояния на индо-пакистанской границе.
  - Президент США Джордж Буш официально уведомил Россию о выходе США из российско-американского Договора о противоракетной обороне от 1972 года. Путин назвал решение Буша ошибочным.
- 16 декабря — на парламентских выборах в Чили левоцентристская коалиция президента Рикардо Лагоса одержала победу.
- 18 декабря — сильный пожар в соборе Святого Иоанна Богослова, расположенном в Нью-Йорке в верхней части Манхэттена[73].
- 19 декабря — премьер-министр Эстонии Март Лаар объявил перед парламентом о своей отставке 8 января 2002 года. Он таким образом отреагировал на угрозы распада его правоцентристской коалиции.
- 20 декабря — в соответствии с резолюцией № 1386 Совета Безопасности ООН были созданы Международные силы по поддержанию безопасности, действующий на территории Афганистана.
- 21 декабря — после несколько дней беспорядков и массовых протестов аргентинский президент Фернандо де ла Руа ушёл в отставку.
- 22 декабря
  - Глава афганского переходного правительства Хамид Карзай принял власть в стране из рук президента Исламского государства Афганистан Бурхануддина Раббани[74].
  - Британский террорист Ричард Рид неудачно попытался подорвать рейс 63 American Airlines.
- 23 декабря — аргентинская палата представителей назначила перониста Адольфо Родригеса Саа и. о. президента.
- 25 декабря
  - Салман Радуев был признан Верховным судом Дагестана виновным в тяжких преступлениях и приговорён к пожизненному заключению.
  - При столкновении двух переполненных пассажирских поездов на острове Ява около 55 человек погибли[75].
- 31 декабря — прекращение поддержки Windows 1.0x.

### Без точных дат
- В РПЦ учреждён орден Святителя Макария, которым награждаются лица за заслуги в области церковной науки и просвещения[76].

### Продолжающиеся события
- Гражданская война в Колумбии
- Гражданская война в Бирме
- Кашмирский конфликт
- Гражданская война в Непале
- Гражданская война в Афганистане
  - Война в Афганистане (2001-2021)
- Внутренний вооружённый конфликт на Филиппинах
- Гражданская война на Шри-Ланке
- Ачехский конфликт
- Конфликт в Папуа
- Вторая гражданская война в Судане
- Гражданская война в Анголе
- Гражданская война в Сомали
- Вторая гражданская война в Либерии
- Гражданская война в Сьерра-Леоне
- Гражданская война в Бурунди
- Вторая конголезская война
- Турецко-курдский конфликт
- Арабо-израильский конфликт
  - Интифада Аль-Аксы
- Гражданская война в Алжире
- Карабахский конфликт
- Грузино-южноосетинский конфликт
- Грузино-абхазский конфликт
- Вторая чеченская война

## Родились
См. также: Категория:Родившиеся в 2001 году

### Январь
- 9 января — Родриго Силва де Гоис, бразильский футболист, Игрок клуба «Реал Мадрид»

### Февраль
- 8 февраля — Ян Джонъин, южнокорейский певец, участник бой-бэнда Stray Kids.
- 19 февраля — Давид Мазуз, американский актёр.

### Март
- 9 марта — Чон Соми, южнокорейско-канадская певица и рэпер.
- 21 марта — Артём Саевец, белорусский КБ-аниматор.
- 30 марта — Анастасия Потапова, российская теннисистка.

### Апрель
- 24 апреля — Анастасия Мишина, российская фигуристка, выступающая в парном катании, чемпионка мира.

### Июнь
- 21 июня — Александра Оболенцева, российская шахматистка, гроссмейстер.
- 25 июня — Sweetie Fox, Российская порноактриса, модель и косплеерша

### Октябрь
- 25 октября — Елизавета, герцогиня Брабантская, наследная принцесса Бельгии.
- 28 октября — Екатерина Старшова, российская актриса, известна ролью Пуговки (Полины) в сериале «Папины дочки».

### Ноябрь
- 4 ноября — Максим Мухин, российский футболист, полузащитник московского ЦСКА и сборной России.
- 11 ноября — Валя Карнавал, российский тиктокер, видеоблогер, певица и актриса.
- 17 ноября — Кейт Дуглас, американская пловчиха, чемпионка мира и призёр международных соревнований.
- 21 ноября — Чжун Чэньлэ, китайский певец участник южнокорейской группы NCT.

### Декабрь
- 1 декабря — принцесса Айко, дочь японского наследного принца Нарухито.
- 6 декабря — Даня Милохин, российский тиктокер, видеоблогер, рэпер, актёр и боксёр.
- 17 декабря — Рику Миура, японская фигуристка-парница, чемпионка мира (2023 года) и четырёх континентов (2023 года).
- 18 декабря — Билли Айлиш, американская певица и автор песен.

## Скончались
См. также: Категория:Умершие в 2001 году

## Персоны года
Человек года по версии журнала Time — Рудольф Джулиани, мэр Нью-Йорка.

## Нобелевские премии
- Физика — Эрик Корнелл, Вольфганг Кеттерле и Карл Виман — «Достижения в изучении процессов конденсации Бозе-Эйнштейна в среде разрежённых газов и за начальные фундаментальные исследования характеристик конденсатов».
- Химия — Ноулз, Уильям, Ноёри, Рёдзи, Шарплесс, Барри.
- Медицина и физиология — Хартвелл, Леланд, Хант, Тимоти, Нерс, Пол.
- Экономика — Акерлоф, Джордж, Спенс, Майкл, Стиглиц, Джозеф.
- Литература — Найпол, Видиадхар Сурайпрасад — за «непреклонную честность, что заставляет нас задуматься над фактами, обсуждать которые обычно не принято».
- Премия мира — Организация Объединённых Наций (ООН), Кофи Аннан.